# Башкирский государственный театр кукол

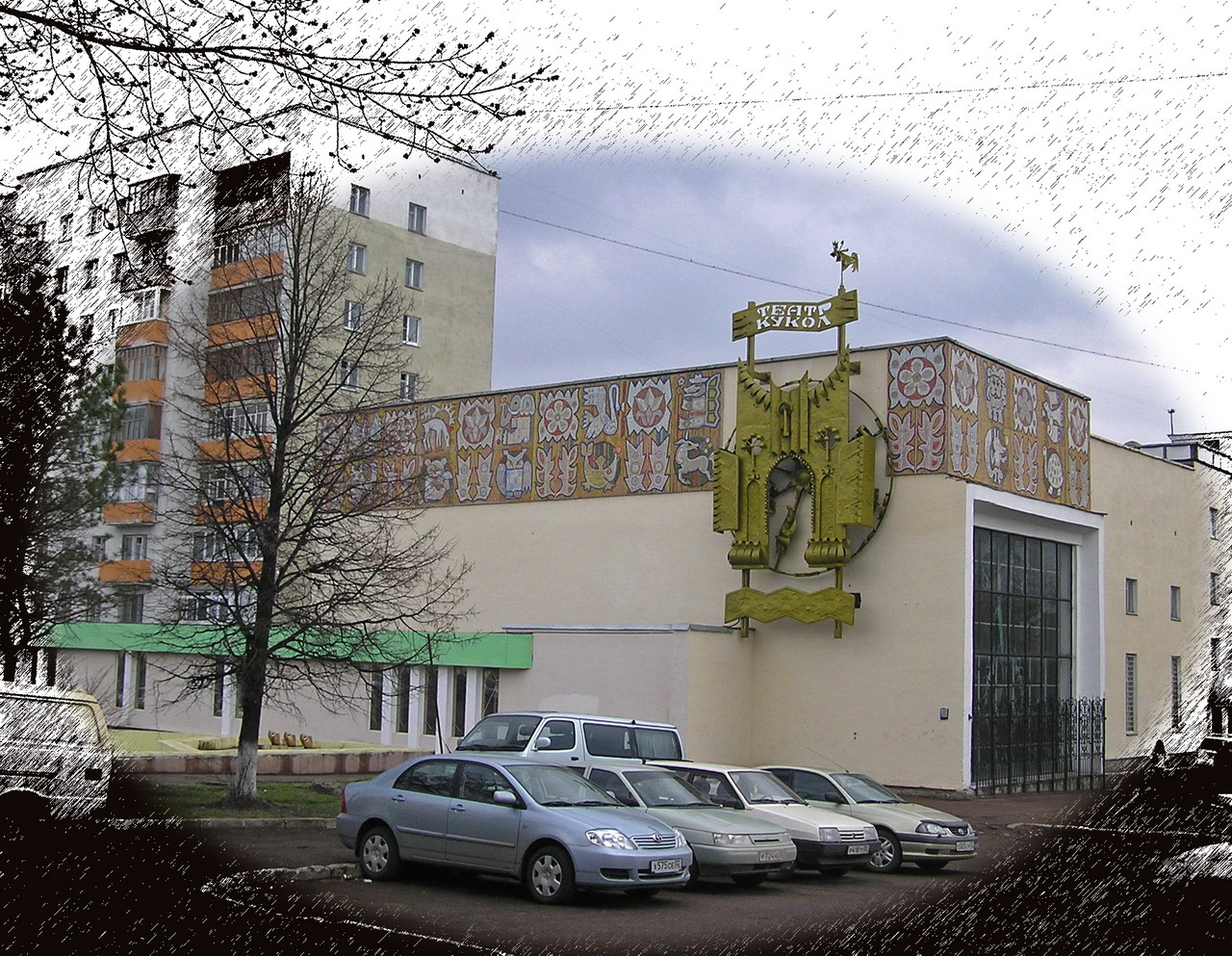
Здание театра до реконструкции 2023-го года

Башкирский государственный театр кукол — один из старейших театров Республики Башкортостан.

## История
Театр открыт 5 февраля 1932 года. Работали на временных площадках. Первым директором и режиссёром театра была М. Н. Елгаштина, а первым спектаклем Башкирского государственного театра кукол стала «Сказка про репку». 

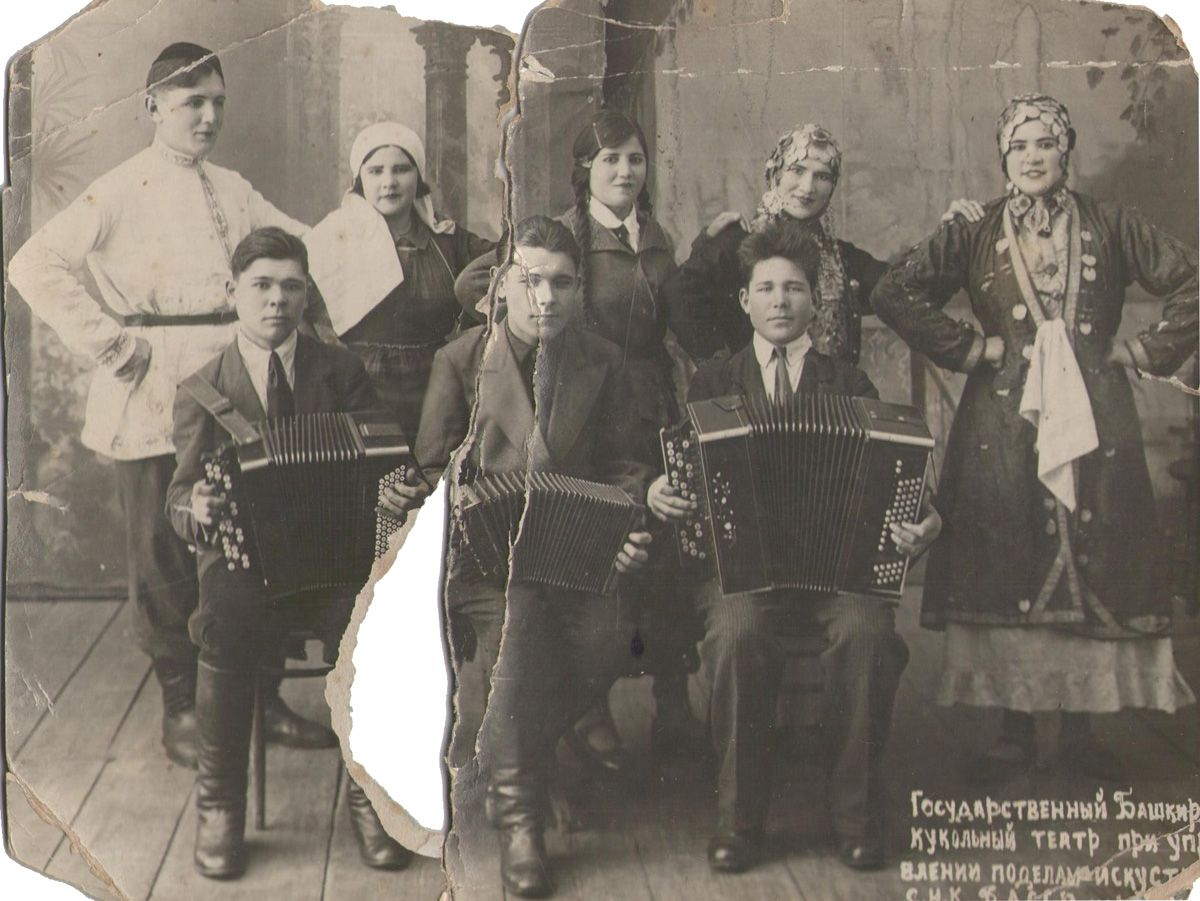
Артисты уфимского театра кукол, Уфа, 1934 год

В театре были сформированы русская и башкирская группы. В русской работали артисты А. Пентегова, Т. Постникова, М. Артемьева, Г. Зорин, Л. Визарова, в башкирской — под руководством Г. Мансуровой — Р. Валеева, М. Хамзина, Х. Хамзин, С. Ахтямова, М. Мустакимов и другие. Башкирская группа работала как передвижная. В репертуаре труппы преобладали агитационно-пропагандистские пьесы: «Негритёнок Том» Ю. А. Гауша и Б. Павловского; пьесы Елгаштиной: «Санитарная бригада», «К Ленину», «Марфушкин букварь», «Весенняя посевная», миниатюры «Петрушка — физкультурник», «Петрушка на отдыхе».
С появлением директора В. Сидурина у театра появляется постоянная площадка в подвале Дома пионеров г. Уфы.
Во время войны почти весь мужской состав коллектива ушел на фронт. Бригады театра в это время выпускали сатирические спектакли на фронте и в госпиталях. Театр не только активно выступал в Уфе и Республике — труппа БГТК в 1944 году показывала спектакли на Карельском фронте.
После войны в театре работали художники А. Стобов, супруги М. и В. Волковы, режиссёр И. Арнгольд. 
В 1976 году театр получил своё нынешнее здание и нового художественного руководителя и главного режиссера, Владимира Михайловича Штейна. Ученик Сергея Образцова, Штейн пришёл с опытом постановки в театре Образцова таких заметных спектаклей, как «Солдат и ведьма», «Таинственный гиппопотам», «Наша Чукоккала», «Три толстяка». Под руководством Штейна, Башкирский государственный театр кукол одним из первых в России включил в свой репертуар спектакли для взрослых.  Такими постановками стали «Белый пароход» Ч. Айтматова, «Не бросай огонь, Прометей!» по трагедии Мустая Карима, «Черноликие» М. Гафури, «Коня диктатору» М. Карима, «Чертова мельница» и «Божественная комедия» И. Штока, «Мы сами с усами» Л. Валеева, «Альдерман из деревни Альдермеш» Т. Миннуллина. Башкирский государственный театр кукол под руководством Штейна в конце 70-х - начале 80-х годов был "одним из самых ярких, известных театров на советском кукольном небосклоне", на вечерние взрослые спектакли были аншлаги
. В театре работали над созданием башкирской драматургии, а сюжеты брали из фольклора — башкирского, русского и других народов: «Үлмәҫбай» («Ульмасбай») И. Нигматуллина, «Хужа Насретдин» («Ходжа Насретдин») А. С. Фаткуллина. Создавали куклы М. Я. и В. Ф. Волковы. В 1983 году Владимир Штейн вернулся в Москву. Там он создал театр детской книги «Волшебная лампа», за что был впоследствии посмертно удостоен звания Лауреата Государственной премии Российской Федерации. 
С 1983 по 1989 год главным режиссером был Павел Романович Мельниченко. Мельниченко был первым в истории Уфимского института искусств выпускником, которого пригласили на должность преподавателя режиссуры и мастерства актера. подготовил около 80 специалистов в области театрального искусства . Именно Мельниченко Башкирский государственный театр кукол обязан Государственной премией Индии имени Джавахарлала Неру. Эту награду БГТК получил за спектакль Мельниченко "Индийская легенда" по эпосу "Рамаяна".
С 1991 по 1994 год и с 2011 года главный режиссёр — Айрат Акрамович Ахметшин. При Ахметшине в репертуаре театра кукол появилось много новых названий. Среди них – «Сладкий пирог» Юрия Елисеева, «Весёлые игры с Букой» Михаила Супонина, «Клочки по закоулочкам» Григория Остера, «Батыр әтәс» («Храбрый петух») Наиля Гаитбая, «Сәсән йыры» («Песнь сэсэна») Газима Шафикова, «Һарнуш» («Харнуш») и «Шүрәленең төнгө уйындары» («Ночные игры Шурале») Наиля Байбурина, новая «Дюймовочка» Ханса Кристиана Андерсена, «Кошки—мышки» Ефима Чеповецкого, «Ночь перед Рождеством» Николая Гоголя.
В настоящее время[когда?]

 в театре применяют специальные художественные приёмы (маска, тантамареска, трансформация, «чёрный кабинет»), разные виды кукол (марионетка, перчаточные, ростовые). Над сценографией и изготовлением кукол работают мастера Байбурин, Н. Х. Бирюкова, А. С. Волков; за музыкальное оформление отвечают: Н. А. Даутов, Миролюбов, А. М. Набиев, С. Р. Сальманов.
Весной 2022 года началась реставрация театра. Завершена реставрация была в декабре 2023 года. Стоимость оценивается в 911 миллионов рублей. На время реставрации коллектив переехал в малый зал Башкирского театра оперы и балета.

## Репертуар театра
- спектакль «Репка»
- спектакль «По щучьему велению»
- спектакль «Галима»
- спектакль «Коня диктатору»
- спектакль «Не бросай огонь, Прометей!»
- спектакль «Божественная комедия»
- спектакль «Урал-батыр»
- спектакль «Волшебная шкатулка»
- спектакль «Ходжа Насретдин»
- спектакль «Али-баба и сорок разбойников»
- И. Альмухаметов «Маленький гном»
- И. Альмухаметов «Букет для мамы»
- С. Алибай «Голос Салавата»
- С. Алибай «Косолапому не спится»
- Н. Гаитбаев «Две сороки»
- А. Баранов «Про Муми-дом и всех, кто в нём»
- Е. Елисев «Сладкий пирог»
- Р. Киплинг «Слоненок»
- М. Карим «Долгое, долгое детство»
- М. Карим «Куда улетают одуванчики»
- С. Маршак «Кошкин дом»
- С. Михалков «Три поросенка»
- Х. Гюнтер «Носорог и Жирафа»
- Ф. Алибаева «Живая вода»
- А. Заболотный «Петрушка и Колобок»
- Е. Тараковская «По щучьему велению»
- Б. Хайбуллин «Лисенок не хочет быть хитрым»
- Н. Шувалов «Игра в прятки»
- И. Токмакова «Вот так Репка»
- Г. Остер «Клочки по закоулочкам»
- Р. Фатыхов, Б. Хайбуллин «Светофория»
- Г. Стефанов «Спичка-невеличка»
- Р. Янбулатова «Приключения Аминбека»

## Достижения театра[1]
- международная премия им. Дж. Неру (1988)
- республиканская премия им. Г. Саляма (1978)

## Труппа
Состав на 2024 год:
- Айрат Ахметшин
- Рамиля Кубагушева
- Миндигаян Сафина
- Ольга Шарафутдинова
- Ляля Булатова
- Александр Верхоземский
- Ольга Дудка
- Гульчачак Мухаметшина
- Виктория Щербакова
- Виталий Щербаков
- Альбина Шумячер
- Надежда Беззубова
- Вадим Габидуллин
- Райля Гизатуллина
- Гульназ Гильманова
- Марат Гиниятуллин
- Альбина Давлетбакова
- Светлана Имамутдинова
- Екатерина Кочурова
- Татьяна Кузьменко
- Кристина Латыпова
- Эмиль Латыпов
- Диля Муллабаева
- Гузель Мухамедьянова
- Илюза Мухитова
- Надежда Прошина
- Галина Шайхутдинова
- Ольга Штырляева

## Директорат
- А. Г. Давидсон (1930‑е гг.)
- Е. А. Тюремнова (1940‑е гг.)
- В. З. Сидурин (с 1956 года)
- А. М. Искандаров (с 1957 года)
- К. Ф. Гадельшин (с 1966 года)
- Л. Р. Соболева (с 1968)
- Н. М. Аюханов (с 1969 года)
- Р. Н. Халилов (с 1989 года)
- И. Н. Ахмадеев (с 1998 года)
- А. Р. Саетов (в 1994—98, 2002—2010).